# Mekong Delta (band)
Mekong Delta is een Duitse progressieve-metalband.

## Geschiedenis
De line-up en geschiedenis van het muziekproject Mekong Delta moest het grootst bewaarde geheim van de wereld worden. Het werd opgezet door Duitse muzikanten en was bedoeld om boven alle onafhankelijke uitgaven uit te stijgen. Omdat bij deze personen de gedachte speelde dat Duitse muzikanten niet serieus genomen zouden worden, moest alles rond het project een groot geheim blijven. Nadat de naam ‘Zardoz’ werd afgewezen, werd de naam ‘Mekong Delta’ aangesteld, genoemd naar een rivierbedding in Vietnam. Ralf Hubert, geluidstechnicus van onder andere Steeler, Warlock en Living Death en eigenaar van het Aaarrg-label, is de oprichter en bedenker van het project.
De eerste demo’s werden opgenomen met de volgende personen:
- Jochen Schröder (ex-RAGE) – Gitaar
- Peavy Wagner (RAGE) – Basgitaar
- Jörg Michael (ex-RAGE en PAGANINI) – Drums
- Wolfgang Borgmann – Zang

Jochen Schröder paste niet echt in het project en werd vervangen door de beide Living Death gitaristen Reiner Kelch en Frank Fricke. Op het moment dat ook Peavy Wagner het project verlaat, neemt Ralf zelf de basgitaar ter hand. Gezien de hele band gehuld gaat in een sluier van mysterie, worden er schuilnamen aangenomen en ziet de line-up van het debuutalbum er als volgt uit:
- Björn Eklund (Ralf Hubert) – Bas- en akoestische gitaar
- Gordon Perkins (Jörg Michael) – Drums
- Rolf Stein (Frank Fricke) – Gitaar en achtergrondzang
- Vincent St. Johns (Reiner Kelch) – Gitaar en achtergrondzang
- Keil (Wolfgang Borgmann) – Zang en stick

Het debuut ‘Mekong Delta’ zag in 1987 het daglicht en werd geproduceerd door Ralf Hubert zelf. Kort daarop verscheen de 12” picture disc ‘The Gnom’, waarop Gordon Perkins (Jörg Michael) tijdelijk vervangen werd door Patrick Duval (Uli Kusch) omdat Jörg op dat moment aan het toeren was met zijn huidige band. Rond het nieuwjaar van ‘87/’88 gaan de groepsleden wederom de studio in om het conceptalbum ‘The Music of Erich Zann’ op te nemen. Ook op deze plaat neemt Ralf de productie voor zijn rekening. Dankzij, ofwel vanwege, het mysterie (er zijn geen duidelijke foto’s van de band, iedereen gebruikt een schuilnaam en er zijn geen optredens van de band) blijft de grote doorbraak uit. Vele mensen denken dan ook dat dit weleens het laatste album van het project zou kunnen zijn.
Niets bleek minder waar. Vincent St. Johns (Reiner Kelch) wordt vervangen door Mark Kaye (Uwe Baltrusch) en eind ’88 brengt Mekong Delta de 12” ‘Toccata’ uit en in de lente van ’89 verschijnt het album ‘The Principle of Doubt’. Rolf Stein (Frank Fricke) verlaat het project om zich op andere muziekstijlen te concentreren en er wordt besloten hem niet te vervangen omdat Uwe in staat was alle gitaarpartijen voor zijn rekening te nemen. Wederom wordt het stil rond het project, maar in deze periode wordt er hard gewerkt aan een “Rondo for Rockgroup” (nu beter bekend als ‘Dances of Death’). Tijdens de opname van het album verlaat Keil (Wolfgang Borgmann) het project omdat hij zich niet meer kan vinden in het materiaal en wordt in Doug Lee (ex-Siren) een nieuwe zanger gevonden. ‘Dances of Death (and other walking shadows)’ wordt in deze samenstelling afgemaakt. Na de opnames verlaat Gordon Perkins (Jörg Michael) de groep. Zijn plaats werd overgenomen door de Zwitserse drummer Peter Haas. De hele mysterie rondom Mekong Delta was al enigszins aan het verdwijnen en in oktober 1991 begint de groep aan een tour door een gedeelte van Europa, waaronder Nederland en natuurlijk Duitsland. Op 13 oktober wordt in Duitsland het concert opgenomen en uitgebracht onder de naam ‘Live at an Exhibition’. Voor deze tour is gitarist Georg Syrmbos ingehuurd om de nummers live zo goed mogelijk te kunnen vertolken.
‘Kaleidoscope’ wordt gezien als het beste poging nieuwe fans voor de groep te winnen. Dit album bevat een cover versie van het nummer ‘Dance on a volcano’ van “Genesis”. Het verzamelwerkje ‘Classics’ bevat alle klassieke tracks die Mekong Delta over de jaren heeft gearrangeerd. Het enige nummer dat ontbreekt aan deze schijf is de, op ‘Kaleidoscope’ aanwezige, track ‘Sabre dance’.
In 1994 verschijnt het volgende album van de groep, namelijk ‘Visions Fugitives’. Dit album ligt qua composities tussen ‘The Principle of Doubt’ en ‘Dances of Death’. Ook hierop staat een klassiek georiënteerd stuk, opgebouwd uit 6 delen.
Twee jaar van wederom absolute stilte rond de groep resulteerde in het uitbrengen van het album ‘Pictures at an Exhibition’. Hierop is het werkstuk van componist Modest Mussorgski volledig gearrangeerd door de band en staat het in twee versies op het album. De eerste 16 tracks is het werk waarop alleen de band te horen is, de laatste 16 tracks zijn dezelfde passages, maar dan inclusief een compleet orkest. Aangezien dit een geheel instrumentaal album is, staat Doug Lee niet vermeld als zanger op het album. Kort hierna verschijnt een cd-rom met allerlei informatie over Mekong Delta, Modest Mussorgski en een hoop andere dingen die voor de echte fan erg interessant zijn.
In 1997 en 1998 worden de eerste zes studioalbums en de 'classics'-compilatie door Ralf Hubert opnieuw gemixt en uitgebracht. Sommige albums hebben een drastische verandering ondergaan, andere zijn nauwelijks veranderd. Dan wordt het verschrikkelijk stil rond het project. Geruchten doen de ronde dat Ralf Hubert zou zijn gevlucht naar Griekenland of Turkije, zelfs dat hij dood zou zijn, maar hij blijkt deze periode gewoon even helemaal niets met muziek te maken te willen hebben. Eind 2005 wordt hij in contact gebracht met gitarist Peter Lake van de Zweedse formatie Theory in Practice en de boel raakt weer in een stroomversnelling. Peter Haas keert terug als drummer, maar hij wordt door drukte al gauw vervangen door Uli Kusch. Naar een zanger wordt druk gezocht en begin 2006 blijkt er reeds voldoende materiaal klaar te zijn voor een nieuw album. Eind maart 2006 komen de groepsleden bij elkaar om te repeteren. In januari 2007 wordt Leo Szpigiel als de nieuwe zanger geïntroduceerd.
Op 31 augustus 2007 verschijnt eindelijk het album 'Lurking Fear'. Er worden plannen gemaakt om te gaan toeren, maar dit vereist de nodige organisatie. Hierdoor duurt het tot zeker september 2008 voordat er daadwerkelijk begonnen wordt met optreden. De reden hiervoor is dat de bezetting die de laatste cd heeft opgenomen nogal moeite heeft om de tijd te vinden om live op te treden. Daarom gaat Ralf Hubert op zoek naar muzikanten die hiertoe wel in staat zijn. Op 21 september wordt Alex Landenburg als drummer geïntroduceerd en een week later wordt bekend dat Martin LeMar de zangpartij voor zijn rekening neemt. Hierdoor ontstaat onder de fans wat verwarring ten aanzien van de stabiliteit van de band. Hubert benadrukt dat Mekong Delta nooit gebonden is (en zal zijn) aan muzikanten, maar dat het een manier van componeren is en elke muzikant die zijn instrument goed beheerst de muziek van Mekong Delta kan spelen.
In de maand juni van 2010 wordt 'Wanderer on the edge of time' uitgebracht. Het is meer een album met progressieve metal dan progressieve thrash geworden. Hoewel het album een heel erg vertrouwd en typisch Mekong Delta-geluid heeft, heeft het toch ook heel veel nieuwe elementen te bieden. De zang van Martin LeMar past bij het materiaal van dit album en het feit dat Mekong Delta weer met twee gitaristen speelt, doet herinneringen herleven van de beginperiode van de band.
Daar de meeste albums slecht of bijna niet meer te krijgen zijn, proberen fans hun verzameling compleet te krijgen. Ook de remixed/remastered albums zijn nagenoeg niet meer leverbaar. Blijkbaar is het meest gezochte album dat nog in de collectie van de liefhebbers ontbreekt het album 'Classics'. Daarom heeft Mekong Delta besloten in een gelimiteerde oplage het album 'Classics' opnieuw uit te brengen met daarop alle tot nu toe bewerkte klassieke composities die de band gedaan heeft (met uitzondering van het gehele 'Pictures at an Exhibition'-album). Deze is vanaf begin augustus 2011 leverbaar.
Op vele verzoek van de fans werd door Mekong Delta een verzamelalbum gemaakt met de titel 'Intersections'. Hierop staan opnieuw opgenomen tracks van de eerste zes studioalbums en werd in mei 2012 uitgebracht.
In januari van 2014 werd duidelijk dat men al enige tijd bezig was met de opnames van een nieuw album en in april van datzelfde jaar kwam dan ook het album 'In a Mirror Darkly' uit. Er ontstaat onder de fans enige teleurstelling ten aanzien van de cover van het album. Sommigen dachten zelfs, voordat het album officieel uitkwam, dat de cover een grapje was en dat het album bij het uitkomen een betere cover zou krijgen. De muziek op het album daarentegen is nog steeds van de kwaliteit die je van Mekong Delta mag verwachten. Dat maakt dan weer een hoop goed.
In September 2018 liet Ralf Hubert weten dat de opnames voor het volgende album van Mekong Delta van start was gegaan. In dat zelfde bericht liet hij weten opnieuw samen te werken met Peter Lake en via facebook heeft Peter Lake laten weten erg veel zin te hebben in deze samenwerking. Het album zou in de eerste helft van 2019 uit moeten komen.

## Bezetting

### Huidige bezetting
- Ralf Hubert - basgitaar en akoestische gitaar
- Alex Landenburg - drums
- Erik Adam H. Grösch - gitaar
- Martin LeMar - zang

### Voormalige leden
- Wolfgang Borgmann - zang
- Douglas Lee - zang
- Leszek "Leo" Szpigiel - zang
- Jochen Schröder - gitaar
- Reiner Kelch - gitaar
- Frank Fricke - gitaar
- Georg Syrmbos - gitaar
- Uwe Baltrusch - gitaar
- Peter Lake - gitaar
- Benedikt Zimniak - gitaar
- Peavy Wagner - basgitaar
- Jörg Michael - drums
- Uli Kusch - drums
- Peter Haas - drums

## Discografie

### Studioalbums
- Mekong Delta (1987)
- The Music of Erich Zann (1988)
- The Principle of Doubt (1989)
- Dances of Death (and other walking shadows) (1990)
- Kaleidoscope (1992)
- Visions Fugitives (1994)
- Pictures at an Exhibition (1996)
- Lurking Fear (2007)
- Wanderer on the Edge of Time (2010)
- In a Mirror Darkly (2014)

### Ep's
- The Gnom (1987)
- Toccata (1989)

### Livealbums
- Live at an Exhibition (1991)

### Compilatiealbums
- Classics (1993)
- The Principle of Doubt (Ambitions) (2005)
- Intersections (2012)

### Dvd's
- Live in Frankfurt (2007)